# Baruta (khu tự quản)
Baruta là một khu tự quản thuộc bang Miranda, Venezuela. Thủ phủ của khu tự quản Baruta đóng tại Nuestra Señora del Rosario. Khự tự quản Baruta có diện tích 86 km2, dân số theo điều tra dân số ngày 21 tháng 10 năm 2001 là 260853 người.